# 키르홀름 전투

폴란드 군과 스웨덴 군의 배치. 파란 색은 스웨덴 군이고, 빨간 색은 폴란드 군이다.

키르홀름 전투(폴란드어: Bitwa pod Kircholmem)는 1605년 9월 27일 얀 카롤 코드키에비츠(폴란드어: Jan Karol Chodkiewicz)가 이끄는 폴란드 군이, 자신들의 3배가 넘는 스웨덴 군 병력을 코드키에비츠의 뛰어난 지휘력으로 격퇴시킨 전투이다. 이 전투는 폴란드 윙드 후사르의 가장 유명한 승리 중 하나이다.

## 전투
전투에서 스웨덴 군은 극단적인 수비형 배치를 했다. 이는 폴란드의 강력한 기병에 스웨덴 군의 병력이 일패도지할 것을 우려한 스웨덴 군 사령부의 계산이었다. 그러나 이후 코드키에비츠가 코사크 기병대를 적절히 이용하여 후퇴하는 것처럼 위장하자, 스웨덴 군은 이 미끼를 그대로 물었다. 스웨덴 군(대부분 보병이었다.)은 진격을 시작했다.
초반에 폴란드 군의 유인 전술에 말려들어 주력의 대부분이 폴란드 군 깊숙히 진격해 들어왔다. 그러나 이후 스웨덴 군의 우익에 비해 수적 우위에 있던 좌익의 폴란드 윙드 후사르가 스웨덴 군의 우익을 돌파했다. 스웨덴 군의 우익은 순식간에 밀려났다.
우익의 폴란드 군도 초반에는 스웨덴 군을 밀어붙였으나, 이후 폴란드 군의 숫적 열세와 전장의 동쪽이 습지였던 터라 폴란드 군 우익은 이후 스웨덴 군의 좌익에 밀려났다. 그러나 이후 투입된 폴란드 윙드 후사르 예비대가 스웨덴 좌익 기병대를 공격하여 중앙의 스웨덴 보병대로 밀어 붙임으로서 스웨덴군의 대열이 붕괴되었다. 전투 개시 단 20분 만에, 승패는 결정되었다.
결국 스웨덴 군 주력이 포위망에 갇혔으며, 폴란드 군은 이들을 거의 학살 수준으로 몰아넣으면서 '진압'했다. 이후의 추격전으로 인해 스웨덴 군에서는 또다시 수천여 명의 사상자가 발생했다. 일부 스웨덴 군은 에스토니아까지 멀리 도망갔다. 스웨덴 군 총 11,000명 중 사망자만 5,000~7,000명에 달했고 폴란드군의 사망 및 부상자는 1,000명 미만이었다
이 전투에서 대승을 거둔 헤트만 코드키에비츠는 전 유럽의 가톨릭 국가와 오스만 제국, 이란의 사파비 왕조에게서까지 그 군사적 능력에 대한 찬사를 한 몸에 받았다. 그러나, 당시 폴란드 의회인 세임(Sejm)은 지그문트 3세 바사 국왕과의 마찰 때문에 전비 지출을 거부하였고, 결국 이 전투는 폴란드 군의 '전술적 대승'에 그치고 말았다.
이후에도 코드키에비츠는 스웨덴의 침입을 여러 번 격퇴하였으며, 러시아와 오스만 제국과의 전쟁에서 그 위용을 떨치게 된다.